# Корисні копалини Південної Кореї
Корисні копалини Південної Кореї

## Загальна характеристика
Надра Південної Кореї багаті різноманітними корисними копалинами. Розвідані родов. вугілля, залізних, марганцевих, мідних, свинцево-цинкових, вольфрамових, молібденових і інш. руд, родов. неметал. к.к. та нерудних буд. матеріалів (табл.).
Таблиця. — Основні корисні копалини Південної Кореї станом на 1998–1999 рр.
| Корисні копалини       | Запаси       | Запаси   | Вміст корисного компоненту в рудах, % | Частка у світі, % |
| Корисні копалини       | Підтверджені | Загальні | Вміст корисного компоненту в рудах, % | Частка у світі, % |
| Барит, тис. т          | 1100         | 2000     | 92 (BaSO4)                            | 0,3               |
| Вольфрам, тис. т       | 58           | 77       | 0,5 (WO3)                             | 2,2               |
| Залізні руди, млн т    | 177          | 200      | 35 (Fe)                               | 0,1               |
| Золото, т              | 17           | 22       | 0,7 — 5 г/т                           |                   |
| Марганцеві руди, млн т | 1            | 1        | 35 (Mn)                               |                   |
| Мідь, тис. т           | 225          | 225      | 1,13 (Cu)                             |                   |
| Олово, тис. т          | 7            | 12       | 0,4                                   |                   |
| Плавиковий шпат, млн т | 1            | 1,2      | 45 (CaF2)                             | 0,5               |
| Свинець, тис. т        | 1426         | 2000     | 3,9 (Pb)                              | 1,2               |
| Срібло, т              | 3000         | 4000     | 70 г/т                                | 0,5               |
| Вугілля, млн т         | 700          | 1520     |                                       |                   |
| Цинк, тис. т           | 2680         | 4300     | 7,2 (Zn)                              | 1                 |

## Основні види корисних копалин
Вугілля представлене г.ч. антрацитами. Осн. антрацитові басейни — на сході центр. частини країни, приурочені до областей розвитку верхньопалеозойських відкладів. У зах. частині пров. Кьонсан-Пукто знаходиться бас. Мунгьон, в пров. Чолла-Намдо — бас. Хвасун. Басейни антрацитів мезозойської доби Кімпхо, Чуннам і Вегван розташовані відповідно в пров. Кьонгідо, Чхунчхон-Намдо і Кенсан-Пукто. К-ть вугільних пластів 4-6, потужність 4-9 м. У Канвонському бас., глибина залягання вугільних пластів 350–570 м. Питома нижча теплота згоряння вугілля 21-30 МДж/кг, вихід летких 3,5-9,15%, вміст сірки 0,44-0,5%, зольність 10-41%. Осн. родов. бурого вугілля розташовані на півд.-сході країни. Басейни Йоніль та Ульсан виконані піщано-сланцевими товщами палеогенової та неогенової доби. Вугільні пласти малопотужні і невитримані за простяганням.
Уран. Родов. урану відомі в зоні масиву метаморфічних порід Янпхьон-Капхьон, в Окчхонському прогині і у западині Кьонсан. Масив Янпхьон-Капхьон складений докембрійськими кварцитами, мармурами, амфіболітами, гнейсами і кристалічними сланцями. Уранова мінералізація приурочена до кварцитів та гнейсів, їх контактів. Окчхонський прогин виконаний пізньопротерозойськими вапняками, філітами з лінзовими прошарками чорних графітистих сланців, кварцитами. Ураноносні чорні сланці прослідковані за простяганням на ~80 км. Крім урану в сланцях є V, Ag, Cd. В прогині найбільше родов. — Кимсан із запасами 12,6 млн т руди при вмісті U3O8 0,03-0,04%. У півн.-східній частині прогину відомі родов. в районах мм. Чхонджу, Квесан, Чинчхон. У западині Кьонсан бідна уранова мінералізація встановлена в пісковиках крейди.
Залізні руди. У Півд. Кореї є осадово-метаморфічні гематитові, контактово-метасоматичні, скарнові, магнетит-гематитові, гідротермальні жильні гематитові і магматичні титаномагнетитові родов. зал. руд. Найважливіші центри видобутку зал. руд — рудники «Яньян» (пров. Канвондо) із запасами 3,1 млн т руди, «Мульгим», 2 млн т руди і «Ульсан» (обидва в пров. Кьонсан-Намдо). Зал. руди добувають також на родов. Самхва, Хончхун'ян, Самчхок, Окке (пров. Канвондон), Кваньян (пров. Кьонгідо), Сосан, Йондон (пров. Чхунчхон-Пукто), Кімхе, Пусан (пров. Кьонсан-Намдо) і на о-вах Сайонпхьондо і Поримдо. Родовища представлені пласто- і лінзовими покладами масивних руд із вмістом Fe 30-51%.
Марганець. Незначні родов. марганцевих руд представлені жильними тілами в різноманітних породах (родов. Кьонджу, Йонхва та ін.), окисненими рудами серед родохрозитових вапняків (рудник «Янгу», родов. Чонсон).
Вольфрам. У Півд. К. є бл. 100 дрібних родов. вольфрамових руд, які представлені кварц-вольфрамітовими жилами. Основна частина запасів вольфраму зосереджена на великому шеєлітовому родов. Сандон (пров. Канвондо). Шеєлітові скарни залягають серед метаморфізованих карбонатних порід. Головне рудне тіло простягається на 1,5 км та глиб. 250 м при потужності 4-5 м. Вміст WO3, в рудах 0,5-2,5%, Bi і Мо 1-1,5%. На мідно-вольфрамовому родов. Тальсон (пров. Кьонсан-Пукто) руди містять 0,35% WO3.
Благородні метали. У Півд. К. розробляється бл. 300 дрібних родов. золота і срібла. Родов. корінних руд представлені кварцовими золото-срібними жилами з сульфідами, що залягають переважно серед докембрійських слюдистих сланців, гнейсів і гранітів. В півд. частині країни золотоносні жили відомі серед кембро-ордовикських вапняків і юрсько-нижньокрейдових піщано-сланцевих товщ. Сер. вміст (г/т) Au в рудах 10, Ag 50. На мідно-золоторудному родов. Кунбук вміст (г/т) Au в рудах до 30, Ag 100. Осн. родов. корінних руд знаходяться в провінціях Канвондо (Хончхон, Хвоінсон), Кьонгідо (Йоджу, Ансон), Чхунчхон-Пукто (Мугик, Тея, Йондон), Чхунчхон-Намдо (Чхоньян, Імчхон) і Кьонсан-Пукто (Кімчхон). Розсипи золота відомі в провінціях Чхунчхон-Пукго (Чіксан), Чолла-Пукто (Кімдже), Кьонсан-Пукто (Йондок, Понхва).
Мідь. Родов. мідних руд представлені гідротермальними кварц-халькопіритовими жилами, мінералізованими брекчієвими трубами, прожилково-вкрапленими рудами мідно-порфірового типу, пластовими і лінзовими покладами прожилково-вкраплених руд серед алунітизованих ефузивів та інш. порід. Все мідні родов. дрібні, в осн. комплексні. Найважливіше — мідно-вольфрамове родов. Тальсон. Крім того, розробляють мідно-золоторудні родов. Кунбук (пров. Кьонсан-Намдо), мідно-свинцево-цинкове родов. Сіхин (в пров. Кьонгідо). Руди цих родов. містять відповідно до 9%, 1-4% і 0,5% Cu.
Молібденові руди добуваються попутно на вольфрамовому родов. Сандон і на мідних родов. мідно-порфірового типу. Невеликі молібденові родов. відомі в провінціях Канвондо (Чечхон), Чхунчхон-Пукто (Суні), Чолла-Пукто (Чансу), Кьонсан-Намдо (Кочхан, Самдон), Кьонсан-Пукто (Сусонні, Панхьон) і Чолла-Намдо (Оксан).
Нікель. Невеликі нікелеві родов. (Копьюн, Хонсон, Комсон, Сонне), представлені зонами прожилково-вкраплених руд серед основних інтрузивних порід докембрійського віку. Рудні мінерали — нікельвмісний піротин і пентландит.
Поліметали. В Півд. К. є ряд невеликих, переважно гідротермальних родов. свинцево-цинкових руд. із запасами в дек. десятків тис. т металу на кожному родовищі. Руди містять 1,5-15% Pb, 4-13% Zn. Найбільша к-ть Pb добувається на мідно-свинцево-цинковому родов. Сіхин (пров. Кьонгідо), в рудних жилах, що залягають серед вапняків, до 10% Pb і 4% Zn. Руди свинцево-цинкових родов. Йонхва (пров. Кьонсан-Пукто) містять до 7% Pb і 3-14% Zn. Розробляються також родов. Ільгон, Танян, Сонмек, Чангун і інші.
Кобальт, олово, бісмут. Родов. руд кобальту (Мірян, Кьонсан і інш.), стибію (Мьондон, Чхонан), олова (Самчун), бісмуту (Пхеньйон, Чонджу) незначні за запасами і розробляються періодично. Осн. запаси бісмутових руд знаходяться в шеєлітових скарнах вольфрамового родов. Сандон (до 1,5% Bi) і добуваються попутно.
Графіт. У Півд. К. відомі великі родов. аморфного і мікрокристалічного графіту. Найрозвиненіші родов. аморфного графіту, пов'язані з метаморфізованим вугіллям від пермі до юри. Поклади пластові, невеликі, але з високою якістю руд. Сер. вміст графіту в рудах до 80%. Мікрокристалічний графіт утворює родов. серед метаморфічних порід архею і ниж. протерозою. Руди містять домішки кварцу, польових шпатів, глинистого матеріалу і є важкозбагачуваними.
Інші корисні копалини Серед родов. неметалічних корисних копалин відомі великі родов. тальку, флюориту, каоліну. Є також родов. азбесту, бариту, алуніту, нерудних буд. матеріалів (вапняки, гравій, кварцові піски, цегельні глини, агальматоліт, діатоміт, кварцити).